# Langon (Gironda)
Langon è un comune francese di 7 860 abitanti situato nel dipartimento della Gironda nella regione della Nuova Aquitania.

## Società

### Evoluzione demografica
Abitanti censiti

## Amministrazione

### Gemellaggi
- Penzberg, dal 1981
- Canelas, dal 1993